# J. Nagy László
J. Nagy László (Jászárokszállás, 1945. június 14. –) magyar történész, a Szegedi Tudományegyetem professzora. Kutatási területei közé tartozik az arab országok legújabbkori története, különös tekintettel a Magreb térségre, az arab világ és Európa (Magyarország és az. ún. keleti blokk) kapcsolata a 19-20. században, valamint az Euromediterrán partnerség. Az MTA köztestület tagja. Részletes szakmai önéletrajz elérhető a Szegedi Tudományegyetem BTK Újkori Egyetemes Történeti és Mediterrán Tanulmányok tanszék honlapján

## Tanulmányai
Egyetemi tanulmányait a József Attila Tudományegyetem Bölcsészettudományi Kar történelem-francia szakán végezte 1963-1968 között. 1992-ben a történelemtudományok doktora. 1994 és 1997 között a bölcsészkar dékánhelyettese volt. Kutatási területei közé tartozik az arab-iszlám Mediterráneum története a 19-20. században (különös tekintettel a Magreb országokra) és az Európai Unió és a mediterrán térség vizsgálata.

## Tagságai, tisztségei
- 1993-1996 MTA szegedi Területi Bizottsága Filozófia és Történelemtudományi Szakbizottságának elnöke
- 1994-1997 dékánhelyettes
- 1995-től a European Community Association tagja
- 1997-től a Société Internationale des Historiens de la Méditerranée alapító tagja és az Igazgató Tanács tagja
- 1997-2002 JATE Európa Tanulmányok Központ igazgatója
- 1999-2010 MTA Nemzetközi Tanulmányok Bizottság alelnöke
- 2002, 2004 vendégtanár Université d'Angers
- 2003-tól  a Central European for Canadian Studies tagja
- 2005-től a Fondation Charles de Gaulle Conseil scientifique tagja
- 2008 vendégtanár Institut d'Études Politiques Paris

## Fontosabb művei
- A Maghreb országok felszabadulása 1919-1956., Szeged, JATE Press 1995, ISBN 963-482-100-6,
- Az arab országok története a XIX—XX. században, Eötvös József Könyvkiadó, Budapest, 1997, ISBN 963 9024 163
- Az európai integráció politikai története, 2. bővített kiadás Maxim Kiadó Szeged, 2001, ISBN 9638613033
- Az ummától a nemzetállamig, JGYPK Kiadó, 2009, ISBN 9789637356995
- Az algériai háború 1954-1962., Universitas Szeged Kiadó, 2010
- Az Európai Unió és az arab országok, Európai Tükör, 2010
- Az algériai háború és a IV. köztársaság bukása. De Gaulle visszatérése a hatalomba., Századok, 2011. 6. sz., pp. 1499-1523.
- Forradalom az Antillákon, Haiti 1789-1804. Universitas Szeged Kiadó, 2012
- L'histoire contemporaine de l'Algérie vue de Hongrie. JATEPress, Szeged, 2013
- A Magreb országok története a XX. században. JATEPress, Szeged, 2014
- Mélanges Serpentini. Études en hommage du professeur Antoine Laurent Serpentini; szerk. J. Nagy László; Université de Szeged Département d'histoire moderne et d'études méditerranéennes, Szeged, 2014
- Magyar-egyiptomi kapcsolatok a második világháború után, 1947-1970; JATEPress, Szeged, 2015